# بايك ها-نا
بايك ها-نا (الكورية: 백하나) هي لاعبة كرة الريشة كورية جنوبية، ولدت في 22 سبتمبر 2000 في محافظة تشونغسونغ في كوريا الجنوبية.

## وصلات خارجية
- بايك ها-نا على موقع BWF.tournamentsoftware.com (الإنجليزية)
- بايك ها-نا على موقع BWFbadminton.com (الإنجليزية)
- بايك ها-نا على موقع اللجنة الأولمبية الدولية (الإنجليزية)